# Мендель Ошерович
Мендель Ошерович (англ. Mendel Osherowitch) (січень 1888, Тростянець — 16 квітня 1965, Нью-Йорк) — американський єврейський журналіст, прозаїк, драматург, історик і перекладач. Свідок Голодомору в Україні.

## Життя і творчість
Народився у великій єврейській родині у містечку Тростянець Брацлавського повіту Подільської губернії. Мав не менш ніж 5 братів і сестер. Є відомості, що він отримав військову підготовку і служив у російській армії. У 1909 (або в 1910) емігрував через Палестину на Захід і опинився у Нью-Йорку.
Починаючи з 1914 по 1965 рік, як штатний журналіст, дописував для щоденного єврейського часопису соціалістичного спрямування "Forverts" і був автором багатьох книг, серед яких три романи та книга про єврейський театр, а також п'єси, спогади та історичні розвідки, включно з історією життя у єврейських містечках (1948) та тритомної енциклопедії євреїв в Україні.
Англомовна (п'ятитомна) «Енциклопедія України» Кубійовича також пише про нього як про українофіла, який був головою Товариства пам'яті українських євреїв та Комітету допомоги євреям України.
Його книга про Голодомор Як живуть люди в Радянській Росії: враження з поїздки, вперше опублікована у 1933 році, була перекладена з їдиш на англійську мову і видана в Торонто в 2020 році під загальною редакцією Любомира Луцюка.